# Radu Dărăban
Radu Horea Dărăban (n. 6 iunie 1983, Cluj-Napoca, România) este un scrimer român specializat pe floretă, care a participat la Jocurile Olimpice din 2012.  Este de șapte ori campion național la seniori individual în perioadă 2004-2016 si de 11 ori a câștigat Cupa României la seniori individual în perioada 2002-2016.

## Carieră
S-a apucat de scrimă la vârsta de nouă ani la CSM Cluj cu antrenorul Mugur Codreanu. A fost campion național de juniori în 2001 și 2002. Apoi s-a transferat la CSA Steaua cu antrenorul Romică Molea și a ajuns în lotul olimpic. S-a clasat pe locul patru pe echipe la Campionatul European din 2006 de la İzmir după ce România a fost învinsă de Rusia în finala mică.
S-a calificat la Jocurile Olimpice din 2012, după ce a câștigat turneul preolimpic de la Bratislava. La Londra, a trecut în primul tur de Nicholas Edward Choi din Hong Kong, apoi l-a întâlnit pe Valerio Aspromonte din Italia. A condus cu scorul 5–0 în prima perioadă, dar italianul a revenit la egalitate. Dărăban a pierdut controlul meciului, după ce a primit un cartonaș roșu la 10–8, și a fost învins cu scorul 15-11.
După Cupa României din 2013 s-a transferat înapoi la CSU Cluj, unde ocupa și un post de antrenor. A luat parte la Campionatul European din 2014 de la Strasbourg, clasându-se pe locul 23 după o înfrângere cu rusul Timur Safin.
În sezonul 2014-2015 s-a calificat la primele Jocuri Europene de la Baku, fiind câștigător al turneului de calificare de la Budapesta. A ajuns în sferturile de finală la Campionatul European de la Montreux, trecând de ucraineanul Rostîslav Herțîk  și de rusul Artur Ahmathuzin, dar a fost învins de italianul Edoardo Luperi și nu a putut să urce pe podium iar în final a ocupat locul 7. La Campionatul Mondial de la Moscova, a ajuns în tabloul de 16 după ce l-a învins pe campionul european în exercițiu, Andrea Cassarà, dar a pierdut cu britanicul Lawrence Halsted și s-a clasat pe locul 14. A încheiat sezonul pe locul 41 în clasamentul FIE, cel mai bun din carieră.

## Viață personală
A absolvit la Facultatea de educație fizică și sport si masteratul la Universitatea Babeș-Bolyai, Cluj Napoca.